# Minecraft Legends
Minecraft Legends è un RTS ruolistico multigiocatore sviluppato da Xbox Game Studios, legato a Minecraft e ambientato nella dimensione dell'iconico "sandbox squadrettato" di Mojang. Il titolo è uscito il 18 aprile 2023 su PC, Xbox One, PlayStation 4, Nintendo Switch, PlayStation 5 e Xbox Series X/S, con approdo dal day one su Xbox e PC e Game Pass.

## Modalità di gioco
Minecraft Legends è un videogioco di strategia d'azione che ha elementi strategici al centro, ma le sue meccaniche sono ispirate ai giochi d'azione. Viene esplorato in una prospettiva in terza persona. Il gioco offre sia multiplayer cooperativo che competitivo.

## Ambientazione
Minecraft Legends si svolge nell'universo di Minecraft durante un'invasione dei piglin dal Nether. Il Nether diffonde la sua corruzione nell'Overworld. Un grande eroe alza il proprio stendardo per salvare l'Overworld e riunire i mob dell'Overworld per aiutare a difendere la loro casa. Gli eventi in cui si svolgono Legends non sono né realtà né finzione nell'universo di Minecraft, ma si svolgono in una storia che è stata tramandata di generazione in generazione.

## Sviluppo
Minecraft Legends ha iniziato lo sviluppo nel 2018. Il gioco è stato annunciato durante Xbox e Bethesda Games Showcase il 12 giugno 2022. Dopo lo spettacolo, un trailer sul canale YouTube di Minecraft ha confermato ulteriori piattaforme. È sviluppato dai creatori della serie Mojang Studios in collaborazione con Blackbird Interactive, un team fondato da ex dipendenti di Relic Entertainment, noti soprattutto per lo sviluppo della serie di videogiochi di strategia in tempo reale Homeworld. Il gioco è stato pubblicato il 18 aprile 2023.